# Ghidigeni
Ghidigeni – wieś w Rumunii, w okręgu Gałacz, w gminie Ghidigeni. W 2011 roku liczyła 1303 mieszkańców.